# FA Cup 1893-1894
La FA Cup 1893-94 fu la ventitreesima edizione del torneo calcistico più vecchio del mondo. Vinse per la prima volta il Notts County.

## Calendario
| Turno                           | Data                    | Numero di squadre |
| ------------------------------- | ----------------------- | ----------------- |
| Primo turno di qualificazione   | Sabato 14 ottobre 1893  | 106               |
| Secondo turno di qualificazione | Sabato 4 novembre 1893  | 80                |
| Terzo turno di qualificazione   | Sabato 25 novembre 1893 | 40                |
| Quarto turno di qualificazione  | Sabato 16 dicembre 1893 | 20                |
| Primo turno                     | Sabato 27 gennaio 1894  | 32                |
| Secondo turno                   | Sabato 10 febbraio 1894 | 16                |
| Terzo turno                     | Sabato 24 febbraio 1894 | 8                 |
| Semifinali                      | Sabato 10 marzo 1894    | 4                 |
| Finale                          | Sabato 31 marzo 1894    | 2                 |

## Primo turno
| Nr. partita | Squadra locale           | Punteggio | Squadra ospite          | Data            |
| ----------- | ------------------------ | --------- | ----------------------- | --------------- |
| 1           | Liverpool                | 3-0       | Grimsby Town            | 27 gennaio 1894 |
| 2           | Preston North End        | 18-0      | Reading                 | 27 gennaio 1894 |
| 3           | Stoke                    | 1-0       | Everton                 | 27 gennaio 1894 |
| 4           | Notts County             | 1-0       | Burnley                 | 27 gennaio 1894 |
| 5           | Nottingham Forest        | 1-0       | Heanor Town             | 27 gennaio 1894 |
| 6           | Aston Villa              | 4-2       | Wolverhampton Wanderers | 27 gennaio 1894 |
| 7           | West Bromwich Albion     | 2-3       | Blackburn Rovers        | 27 gennaio 1894 |
| 8           | Sunderland               | 3-0       | Accrington              | 27 gennaio 1894 |
| 9           | Derby County             | 2-0       | Darwen                  | 27 gennaio 1894 |
| 10          | Newton Heath             | 4-0       | Middlesbrough           | 27 gennaio 1894 |
| 11          | Small Heath              | 3-4       | Bolton Wanderers        | 27 gennaio 1894 |
| 12          | Leicester Fosse          | 2-1       | South Shore             | 27 gennaio 1894 |
| 13          | Middlesbrough Ironopolis | 2-1       | Luton Town              | 27 gennaio 1894 |
| 14          | Woolwich Arsenal         | 1-2       | Sheffield Wednesday     | 27 gennaio 1894 |
| 15          | Stockport County         | 0-1       | Burton Wanderers        | 27 gennaio 1894 |
| 16          | Newcastle Utd            | 2-0       | Sheffield United        | 27 gennaio 1894 |

## Secondo turno
| Nr. partita | Squadra locale      | Punteggio | Squadra ospite           | Data             |
| ----------- | ------------------- | --------- | ------------------------ | ---------------- |
| 1           | Liverpool           | 3-2       | Preston North End        | 10 febbraio 1894 |
| 2           | Nottingham Forest   | 2-0       | Middlesbrough Ironopolis | 10 febbraio 1894 |
| 3           | Sheffield Wednesday | 1-0       | Stoke                    | 10 febbraio 1894 |
| 4           | Sunderland          | 2-2       | Aston Villa              | 10 febbraio 1894 |
| Replay      | Aston Villa         | 3-1       | Sunderland               | 21 febbraio 1894 |
| 5           | Burton Wanderers    | 1-2       | Notts County             | 10 febbraio 1894 |
| 6           | Newton Heath        | 0-0       | Blackburn Rovers         | 10 febbraio 1894 |
| Replay      | Blackburn Rovers    | 5-1       | Newton Heath             | 17 febbraio 1894 |
| 7           | Leicester Fosse     | 0-0       | Derby County             | 10 febbraio 1894 |
| Replay      | Derby County        | 3-0       | Leicester Fosse          | 17 febbraio 1894 |
| 8           | Newcastle Utd       | 1-2       | Bolton Wanderers         | 10 febbraio 1894 |

## Terzo turno
| Nr. partita | Squadra locale      | Punteggio | Squadra ospite    | Data             |
| ----------- | ------------------- | --------- | ----------------- | ---------------- |
| 1           | Nottingham Forest   | 1-1       | Notts County      | 24 febbraio 1894 |
| Replay      | Notts County        | 4-1       | Nottingham Forest | 3 marzo 1894     |
| 2           | Sheffield Wednesday | 3-2       | Aston Villa       | 24 febbraio 1894 |
| 3           | Bolton Wanderers    | 3-0       | Liverpool         | 24 febbraio 1894 |
| 4           | Derby County        | 1-4       | Blackburn Rovers  | 24 febbraio 1894 |

## Semifinali
| Nr. partita | Squadra locale   | Punteggio | Squadra ospite      | Data          |
| ----------- | ---------------- | --------- | ------------------- | ------------- |
| 1           | Notts County     | 1-0       | Blackburn Rovers    | 10 marzo 1894 |
| 2           | Bolton Wanderers | 2-1       | Sheffield Wednesday | 10 marzo 1894 |

## Finale
| Arbitro: | C.J. Hughes |

|                           |           |             |
| James Logan Arthur Watson | Marcatori | Jim Cassidy |

### Tabellone
|  | Sedicesimi di finale | Sedicesimi di finale | Sedicesimi di finale |  |  | Ottavi di finale  | Ottavi di finale  | Ottavi di finale |              |       | Quarti di finale  | Quarti di finale  | Quarti di finale |                |   | Semifinali | Semifinali | Semifinali   |              |   | Finale | Finale | Finale |  |
|  |                      |                      |                      |  |  |                   |                   |                  |              |       |                   |                   |                  |                |   |            |            |              |              |   |        |        |        |  |
|  | Leicester Fosse      | Leicester Fosse      | 2                    |  |  |                   |                   |                  |              |       |                   |                   |                  |                |   |            |            |              |              |   |        |        |        |  |
|  | South Shore          | South Shore          | 1                    |  |  | Leicester Fosse   | Leicester Fosse   | 0 (0)            |              |       |                   |                   |                  |                |   |            |            |              |              |   |        |        |        |  |
|  | Derby County         | Derby County         | 2                    |  |  | Derby County      | Derby County      | 0 (3)            |              |       |                   |                   |                  |                |   |            |            |              |              |   |        |        |        |  |
|  | Darwen               | Darwen               | 0                    |  |  |                   |                   |                  |              |       | Derby County      | Derby County      | 1                |                |   |            |            |              |              |   |        |        |        |  |
|  | Newton Heath         | Newton Heath         | 4                    |  |  |                   |                   | Blackburn        | Blackburn    | 3     |                   |                   |                  |                |   |            |            |              |              |   |        |        |        |  |
|  | Middlesbrough        | Middlesbrough        | 0                    |  |  | Newton Heath      | Newton Heath      | 0 (1)            |              |       |                   |                   |                  |                |   |            |            |              |              |   |        |        |        |  |
|  | West Bromwich        | West Bromwich        | 2                    |  |  | Blackburn         | Blackburn         | 0 (5)            |              |       |                   |                   |                  |                |   |            |            |              |              |   |        |        |        |  |
|  | Blackburn            | Blackburn            | 3                    |  |  |                   |                   |                  |              |       | Bolton            | Bolton            | 2                |                |   |            |            |              |              |   |        |        |        |  |
|  | Newcastle Utd        | Newcastle Utd        | 2                    |  |  |                   |                   |                  |              |       |                   |                   | Sheffield Weds   | Sheffield Weds | 1 |            |            |              |              |   |        |        |        |  |
|  | Sheffield Utd        | Sheffield Utd        | 0                    |  |  | Newcastle Utd     | Newcastle Utd     | 1                |              |       |                   |                   |                  |                |   |            |            |              |              |   |        |        |        |  |
|  | Birmingham City      | Birmingham City      | 3                    |  |  | Bolton            | Bolton            | 2                |              |       |                   |                   |                  |                |   |            |            |              |              |   |        |        |        |  |
|  | Bolton               | Bolton               | 4                    |  |  |                   |                   |                  |              |       | Bolton            | Bolton            | 3                |                |   |            |            |              |              |   |        |        |        |  |
|  | Liverpool            | Liverpool            | 3                    |  |  |                   |                   | Liverpool        | Liverpool    | 0     |                   |                   |                  |                |   |            |            |              |              |   |        |        |        |  |
|  | Grimsby Town         | Grimsby Town         | 0                    |  |  | Liverpool         | Liverpool         | 3                |              |       |                   |                   |                  |                |   |            |            |              |              |   |        |        |        |  |
|  | Preston N.E.         | Preston N.E.         | 18                   |  |  | Preston N.E.      | Preston N.E.      | 2                |              |       |                   |                   |                  |                |   |            |            |              |              |   |        |        |        |  |
|  | Reading              | Reading              | 0                    |  |  |                   |                   |                  |              |       | Bolton            | Bolton            | 1                |                |   |            |            |              |              |   |        |        |        |  |
|  | Arsenal              | Arsenal              | 1                    |  |  |                   |                   |                  |              |       |                   |                   |                  |                |   |            |            | Notts County | Notts County | 4 |        |        |        |  |
|  | Sheffield Weds       | Sheffield Weds       | 2                    |  |  | Sheffield Weds    | Sheffield Weds    | 1                |              |       |                   |                   |                  |                |   |            |            |              |              |   |        |        |        |  |
|  | Stoke City           | Stoke City           | 1                    |  |  | Stoke City        | Stoke City        | 0                |              |       |                   |                   |                  |                |   |            |            |              |              |   |        |        |        |  |
|  | Everton              | Everton              | 0                    |  |  |                   |                   |                  |              |       | Sheffield Weds    | Sheffield Weds    | 3                |                |   |            |            |              |              |   |        |        |        |  |
|  | Aston Villa          | Aston Villa          | 4                    |  |  |                   |                   | Aston Villa      | Aston Villa  | 2     |                   |                   |                  |                |   |            |            |              |              |   |        |        |        |  |
|  | Wolverhampton        | Wolverhampton        | 2                    |  |  | Aston Villa       | Aston Villa       | 2 (3)            |              |       |                   |                   |                  |                |   |            |            |              |              |   |        |        |        |  |
|  | Sunderland           | Sunderland           | 3                    |  |  | Sunderland        | Sunderland        | 2 (1)            |              |       |                   |                   |                  |                |   |            |            |              |              |   |        |        |        |  |
|  | Accrington           | Accrington           | 0                    |  |  |                   |                   |                  |              |       | Notts County      | Notts County      | 1                |                |   |            |            |              |              |   |        |        |        |  |
|  | Nottingham Forest    | Nottingham Forest    | 1                    |  |  |                   |                   |                  |              |       |                   |                   | Blackburn        | Blackburn      | 0 |            |            |              |              |   |        |        |        |  |
|  | Heanor Town          | Heanor Town          | 0                    |  |  | Nottingham Forest | Nottingham Forest | 2                |              |       |                   |                   |                  |                |   |            |            |              |              |   |        |        |        |  |
|  | Middlesbrough        | Middlesbrough        | 2                    |  |  | Middlesbrough     | Middlesbrough     | 0                |              |       |                   |                   |                  |                |   |            |            |              |              |   |        |        |        |  |
|  | Luton Town           | Luton Town           | 1                    |  |  |                   |                   |                  |              |       | Nottingham Forest | Nottingham Forest | 1 (1)            |                |   |            |            |              |              |   |        |        |        |  |
|  | Stockport County     | Stockport County     | 0                    |  |  |                   |                   | Notts County     | Notts County | 1 (4) |                   |                   |                  |                |   |            |            |              |              |   |        |        |        |  |
|  | Burton               | Burton               | 1                    |  |  | Burton            | Burton            | 1                |              |       |                   |                   |                  |                |   |            |            |              |              |   |        |        |        |  |
|  | Notts County         | Notts County         | 1                    |  |  | Notts County      | Notts County      | 2                |              |       |                   |                   |                  |                |   |            |            |              |              |   |        |        |        |  |
|  | Burnley              | Burnley              | 0                    |  |  |                   |                   |                  |              |       |                   |                   |                  |                |   |            |            |              |              |   |        |        |        |  |